# I-Fly

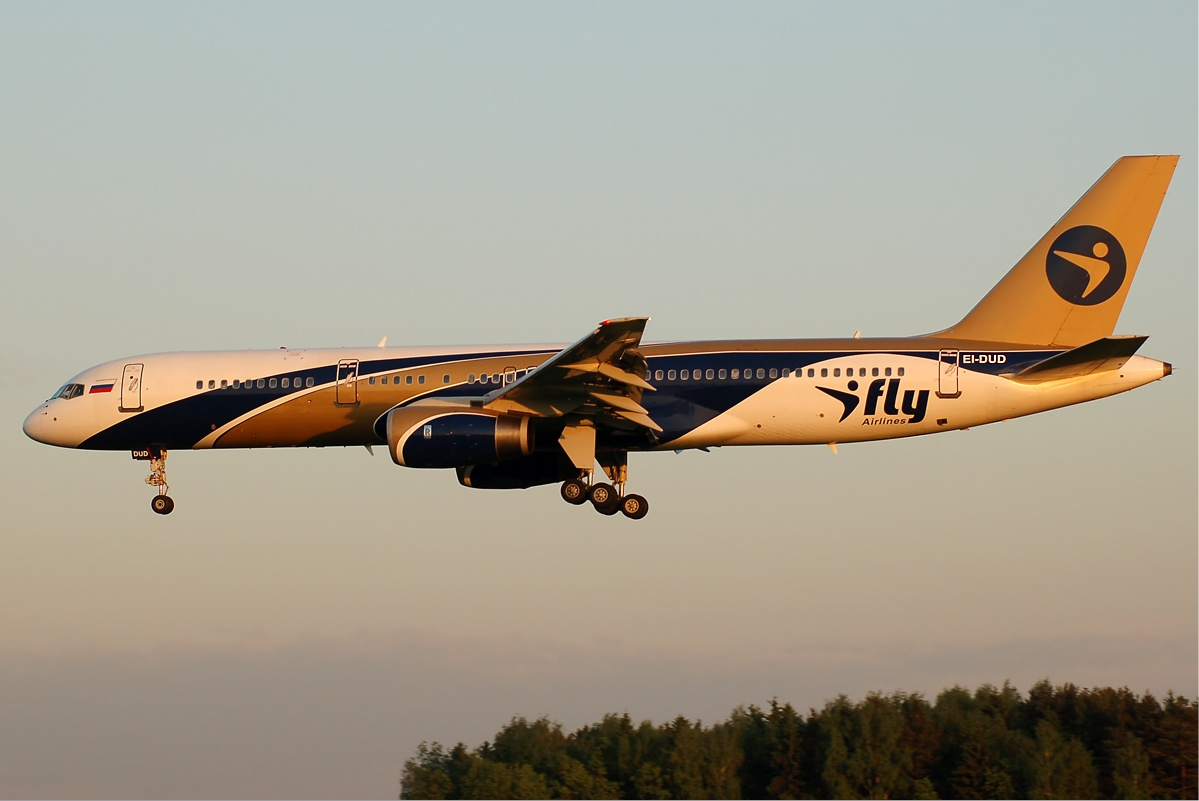
Boeing 757-200 nella livrea I-Fly.

L'I-Fly (in russo: Ай-Флай) o I-Fly Airlines è una compagnia aerea charter russa con base tecnica all'aeroporto di Mosca-Vnukovo. La compagnia aerea ha la licenza per voli charter nazionali ed internazionali dall'aeroporto di Mosca-Vnukovo, in Russia.

## Strategia
La compagnia aerea I-Fly è di proprietà dell'operatore turistico russo TEZ Tour.
La compagnia aerea è stata fondata sulla base tecnica della compagnia aerea russa Shar Ink.
L'I-Fly pianificava di effettuare i voli charter con la flotta composta da 4 Boeing 757-200 acquistati dopo la bancarotta della compagnia aerea russa KrasAir.
Nel 2010 gli aerei della russa I-Fly hanno trasportato 383.700 passeggeri.

## Flotta
La flotta I-Fly, fino a qualche mese fa(quando?), contava rispettivamente 7 aerei. 5 Boeing 757-200 e 2 Airbus A330-300. Dei 5 B757 4 andarono alla compagnia islandese Icelandair, mentre il 330 è fermo nell'aeroporto di Perpignan-Rivesaltes dal 30 Novembre 2015 in attesa di esser acquistato.
Nel 2018 la flotta è così composta: 
Medio raggio
- 1 Boeing 757-200 [4]

Lungo raggio
- 1 Airbus A330-300 e 1 Airbus A340-300 [5]

## Accordi commerciali
- Atlant-Sojuz
- Volga-Dnepr